# Paraeuctenodes longipes
Paraeuctenodes longipes är en tvåvingeart som beskrevs av Pessoa och Guimaraes 1937. Paraeuctenodes longipes ingår i släktet Paraeuctenodes och familjen lusflugor. Inga underarter finns listade i Catalogue of Life.